# Саша Ага
Саша Ага (урожд. Зара Ага Хан, урду زارا آغا خان‎);
род. 1 января 1992) — британская актриса и певица пакистанского происхождения, снимающаяся в фильмах на хинди. Родилась в семье Ага-Хан. Дебютировала в кино в 2013 году, снявшись в триллере Адитьи Чопры «Сын своего отца».

## Ранняя жизнь
Ага является дочерью игрока в сквош Рехмата Хана и британской певицы пакистанского происхождения Сальмы Аги. Также является внучкой игрока в сквош Насраллы Хана. Её родители развелись, когда ей было шесть или семь лет. Имеет младшего брата, Ликата Али Хана, золотого медалиста в бадминтоне, сводного брата Тарика Хана и двух сводных сестёр Сурайю и Наташу Хан (британская певица, наиболее известная под псевдонимом Bat for Lashes). Её прадедушка Кишор Мехра, прабабушка Зарина Газави, тётя Шахина Газави, прадедушка Рафик Газави и прабабушка Анвари Бегум — все были актёрами. Сквош-игроки Джахангир Хан и Хан, Торсам являются её дядями по отцу, а дуэт композиторов Sajid–Wajid являются её дядями по матери.
До семи лет Ага жила в Лондоне, пока не перебралась вместе со своей семьёй в Индию. Обучалась в Jankidevi Public School в Мумбаи до шестого класса. Позже семья перебралась в Нью-Джерси, в США, где Ага закончила десятый класс. В возрасте 16 лет жила в Дубае, в ОАЭ, где посещала Dubai American Scientific School.

## Карьера

### Актёрская
Дебютировала в кино, снявшись в триллере производства Yash Raj Films «Сын своего отца», вместе с Арджуном Капуром и Притхвираджем Сукумараном. Газета The Times of India назвала игру Саши «безвкусной».
Позже Ага появилась в романтическом триллере Ананда Кумара Desi Kattey вместе с Сунилом Шетти, Джеем Бханушали и Тиа Банджпай, сыграв роль физиотерапевта Паридхи Ратмор. Фильм получил негативные отзывы критиков.

### В музыке
Начать певческую карьеру певицы Саше помогла её мать, под влиянием которой она находилась. Свои вокальные Саша способности начала проявлять ещё в школе. Записанная ею вместе с Рамом Сампатом песня «Barbaadiyaan» вошла в её дебютный фильм «Сын своего отца». Песня получила смешанные отзывы критиков, но имела коммерческий успех в Индии.

## В СМИ
Журнал FHM (India) поставил Агу на 29 место в списке 100 сексуальных женщин мира 2013.

## Фильмография
| Год  | Название          | Роль           | Примечания                                                                     |
| ---- | ----------------- | -------------- | ------------------------------------------------------------------------------ |
| 2013 | «Сын своего отца» | Риту           | Дебют в Болливуде Также исполнила песню «Barbaadiyaan» вместе с Рамом Сампатом |
| 2014 | Desi Kattey       | Паридхи Ратмор |                                                                                |
| 2015 | Ek Nikkah Aur     | TBA            | Пре-продакшн                                                                   |